# Мариськевич Тарас Георгійович
Марисќевич Тар́ас Георгій́ович (1964, Львів) — кандидат історичних наук, доцент, фахівець із історичного краєзнавства.

## Життєпис
Народився у 1959 році у Львові в сім'ї службовців. У 1976 році закінчив Рясненську середню школу Яворівського району Львівської області. У 1976–1981 роках навчався на історичному факультеті, у 1983–1986 роках в аспірантурі на кафедрі історії СРСР Львівського університету. 1988 року захистив кандидатську дисертацію на тему «Участь профспілок України в прискоренні науково-технічного прогресу в промисловості в 70-і рр». З жовтня 1981 — по грудень 1983 року працював асистентом у Львівському політехнічному інституті. З грудня 1986 року по даний час працює на історичному факультеті Львівського університету, на кафедрі історичне краєзнавство.
Сфера наукових зацікавлень: історичне краєзнавство.

## Найважливіші праці
- Профспілки і розвиток технічного прогресу в промисловості України (70-ті роки). Львів-Москва, 1989(укр.)
- Науково-технічний прогрес в сучасних умовах (70-ті роки) (на прикладі промислових підприємств областей західного регіону України). Львів, 1985 (співавтор)(укр.)
- Виникнення і становлення соціально-політичної думки в історії людства. Харків, 1991 (співавтор)(укр.)
- Остріг — провідний осередок освіти на Україні в другій половині XVI cт. // Політична думка в Україні: минуле і сучасність. Ч. І. Київ, 1993(укр.)
- З історії оборонних споруд Львова XIV–XVIII ст. // Вісник Львівського університету. Серія історична. Спеціальний випуск. Т. ІІІ. Львів, 1999(укр.)
- Діяльність УПА в 1941–1942 рр. на Рівненщині в оцінці офіційних документів нацистського рейху // Наукові зошити історичного факультету. Вип. 2. Львів, 1999(укр.)
- автор ряду статей «Довідника з історії України» (Т. ІІ, ІІІ).(укр.)
- Староконстянтинів; П"ятка // Українське козацтво. Мала енциклопедія. Київ — Запоріжжя, 2002(укр.)
- До історії будівлі фізичного факультету Львівського університету // Історичні пам'ятки Галичини. Матеріали другої краєзнавчої конференції. — Львів: Видавничий центр ЛНУ ім. І.Франка, 2003(укр.)